# Anto Raos
Anto Raos  (Gari, Debar, Makedonija, 5. rujna 1931. – Tuzla, 22. svibnja 2020.), hrvatski i bosanskohercegovački profesor, športaš, športski i gospodarski djelatnik, javni društveni djelatnik i športski i gospodarski dužnosnik.

## Životopis
Rodio se u makedonskom selu Garima, općina Debar. Od 1942. godine živi u Tuzli (Solima). Godine 1958. završio je Tehnološki fakultet, magistrirao je 1967., a doktorirao 1970. godine. Bio je aktivni športaš, isticao se u gospodarstvu, te djelovao kao športski djelatnik i dužnosnik. Radio u gospodarstvu 41 godinu. 21 godinu bio je na čelu Koksno-kemijskog kombinata Boris Kidrič (KHK) u Lukavcu i Kemijskog kombinata Sodaso u Tuzli te Gospodarske komore BiH. Na tuzlanskom Tehnološkom fakultetu predavao u statusu izvanrednog profesora. BiH. Predsjedavao je Nogometnim savezom i savezom zajednica za tjelesnu kulturu SR BiH. Bio je član Upravnog odbora i predsjedništva Nogometnog saveza Jugoslavije i predsjednik zajednica prvoligaša u SFRJ, te je često boravio u Beogradu. Bio je prvi predsjednik Foruma građana Tuzle i prvi predsjednik predratnog udruženja menadžera BiH. Rat je proveo boreći se protiv svakog nacionalizma, mržnje i netolerancije. Godine 1996. je prvi put došao u Beograd na poziv srpskih oporbenjaka. Doputovao je u delegaciji neovisnih intelektualaca sarajevskog Kruga 99 i tuzlanskog Foruma gradjana, kao jedini koji je član obiju udruga. Član je Asocijacije nezavisnih intelektualaca Krug 99. Djelatni je sudionik u radu Društva "Hrvatski dom" i Kluba "Ivan Mažuranić". Član je Upravnog odbora Soroseve Zaklade Otvoreno društvo. Danas je član OO BiH. Dobitnik je velikog broja odlikovanja i priznanja. Na glasu je kao odlučan koji ne trpi demagogije. Dok je bio u Slobodi, danonoćno je bdio nad ekipom. Objavio memoarsko-životopisnu knjigu Pišem o svom životu. Sudjeluje u dokumentarnom filmu 99 o tuzlanskoj Slobodi snimljenom povodom 99 postojanja kluba.